# Nagy László (játékvezető, 1896)
Nagy László (Budapest, 1896. április 1. – ?, 1983. augusztus 25.) magyar nemzeti labdarúgó-játékvezető, távírász őrmester, iroda főtiszt.

## Családja
Szülei Nagy Antal Mihály és Spanheimer Magdolna. Első felesége Rádi Ilona Mária hivatalnoknő, akivel 1916. április 30-án kötött házasságot Budapesten. Második neje Cravero Róza Ida, akit Budapesten vett feleségül 1924. február 3-án. (Érdekesség, hogy két öccse, Nagy Dezső és Nagy Sándor József is vele egy napon kötött házasságot ugyanott.) Leányai: Gizella és Gabriella. 

## Pályafutása
1915-ben vonult be az 1. honvéd gyalogezredhez, majd 1915 őszén került az olasz frontra (Doberdo). 1916 tavaszán került vissza és ezután mint kiképző altiszt működött, ezután a honvéd távírásziskolába került. 1917 júliusában a román, 1918 augusztusban az olasz hadszíntérre helyezték (Isonzo), ahol az első világháború végéig harcolt.
Játékvezetésből 1915-ben Budapesten a Bíró Bizottság előtt vizsgázott. Az MLSZ Bíró Bizottságának minősítésével NB II-es, majd a 1920-tól a Budapesti alosztály III. fokú besorolásával NB I-es bíró. Küldési gyakorlat szerint rendszeres partbírói szolgálatot is végzett. 1917–1925 között a futballbíráskodás legjobb játékvezetői között tartják nyilván. A nemzeti játékvezetéstől 1928-ban visszavonult. Vezetett kupadöntők száma: 1. NB I-es mérkőzéseinek száma: 80.
| Időpont             | Helyszín                      | Mérkőzés típusa                        | Mérkőzés                   | Eredmény | Nézők száma |
| ------------------- | ----------------------------- | -------------------------------------- | -------------------------- | -------- | ----------- |
| 1920. április 5.    | Üllői úti Stadion, Budapest   | első NB I-es mérkőzése                 | Ferencvárosi TC–Magyar AC  | 2 – 1    | 7000        |
| 1922. augusztus 20. | Hungária krt., Budapest       | Magyar labdarúgókupa döntő 2. mérkőzés | Ferencvárosi TC–Újpesti TE | 1 – 0    | 8000        |
| 1928. március 11.   | Sárkány utcai pálya, Budapest | utolsó NB I-es mérkőzése               | Kispest–III. Kerületi TVE  | 2 – 3    | 3000        |

A Magyar Futballbírák Testülete  (JT) javaslatára a Bírói Tanács szakmai munkájának elismerésekét aranyjelvényt (25 éves játékvezetés), aranyoklevelet (15 éves játékvezetés) és ezüstjelvényt (15 éves játékvezetés) adományozott.

## Külső hivatkozások
- Nagy László. tempofradi.hu. [2013. október 30-i dátummal az eredetiből archiválva]. (Hozzáférés: 2014. június 13.)
- Nagy László játékvezetői adatlapja a Nemzeti Labdarúgó Archívum oldalán